# Lliga Amficciònica
Una amficcionia o lliga amficciònica (del grec antic ἀμφικτυονεῖα, 'lliga de veïns') era una confederació de polis o pobles, inicialment amb una finalitat religiosa, i posteriorment també de naturalesa política.
Eren associacions de tribus veïnes, formades per regular les relacions mútues i per la protecció d'un temple o santuari comú, on es reunien els representants (amficcíons) de les tribus membres, per comerciar i per celebrar ritus religiosos i jocs. La unió religiosa, unida al veïnatge proper, implica, amb tota probabilitat, un cert grau d'afinitat familiar i cultural, que ajudava a constituir unions i confederacions entre les tribus. Segurament els seus membres consideraven que formaven part de la mateixa gran família.
L'Hexàpolis dòrica formada per sis ciutats, i la Lliga Jònica, que es va constituir després d'una guerra i va reunir dotze ciutats de Jònia, ja tenien una antiguitat considerable a mitjans del segle vii aC, quan apareixen en els registres escrits. La tradició feia Amficcíon, fill de Deucalió, el mític fundador de l'organització. Estrabó parla de diversos temples on es reunien els participants en diferents lligues, i anomena un temple de Posidó a prop de Calàuria, un assentament joni al golf Sarònic, que tenia com a membres les ciutats de Pràsies, Epidaure, Hermíona, Nàuplia, Egina i Orcomen. Pausànias, i també Estrabó, parlen de la lliga Beòcia que hi havia a Onquestos, a Beòcia, on es reunien els amfíccíons en un temple de Posidó. Les amarínties, un festival dedicat a Àrtemis que es celebrava a Amarint (Eubea), era també una amficcionia.
La més coneguda era la unió de dotze pobles grecs que periòdicament es reunien en un santuari, per celebrar en comú el festival de les Dèlies, descrit en els Himnes homèrics. Plutarc diu que la fundà Teseu. La Lliga Amficciònica tenia els temples comuns d'Apol·lo Piti a Delfos i el de Demèter a Antela, prop de Pilse. La Lliga era molt antiga, suposadament tant com el nom d'hel·lens (per això de vegades se l'anomena Lliga Hel·lènica, i hauria estat fundada, segons una altra versió, per Amficcíon, el fill de Deucalió i germà d'Hel·len, que era, segons la tradició, l'avantpassat comú dels hel·lens. La Lliga tenia un Consell compost pels hieromnèmons, designats per cada comunitat. Els dotze pobles designaven amb la següent regla els 24 membres d'aquest òrgan:
- 2 pitis de Delfos
- 2 tessalis
- 2 focis
- 2 doris (un d'Esparta i l'altre de la Dòrida)
- 2 jonis d'Atenes
- 2 beocis de Tebes
- 2 locris
- 2 aqueus de la Ftiòtida
- 2 magnesis
- 2 enians
- 2 melieus
- 2 perrebeus.[2]